# Lansweeper
Lansweeper is een applicatie die binnen een computernetwerk informatie verzamelt over alle beschikbare hard- en software van de computers en apparaten die erop zijn aangesloten. De software laat zo toe om alle apparaten op het netwerk te beheren, op vlak van veiligheid, compliance en audit. Lansweeper omvat ook een ticketgebaseerd helpdesksysteem en de mogelijkheid om software-updates te lanceren op de apparaten die op het netwerk zijn aangesloten. Lansweeper heeft een freewareversie van het product, maar deze is beperkt in het aantal beschikbare apparaten en functionaliteit.
Het hoofdkantoor bevindt zich in Dendermonde. Lansweeper is eigendom van investeringsfonds Dovesco.